# Saint Paul (Minnesota)
Saint Paul, röviden St. Paul az amerikai Minnesota állam székhelye és második legnépesebb városa. Nagyobbrészt a Mississippi folyó északi partján, a Minnesota folyóval való összefolyása alatt fekszik. A vele szomszédos Minneapolisszal, az állam legnépesebb városával alkotja az „ikervárosok”-nak (Twin Cities) is nevezett Minneapolis – Saint Paul városrégiót. Saint Paul a megyeszékhelye Minnesota legkisebb és legsűrűbben lakott megyéjének, Ramsey megyének.
A kereskedelmi és közlekedési központként alapított település akkor tett szert nagyobb jelentőségre, amikor 1849-ben Minnesota terület központja lett. Bár Minneapolis országos szinten jelentősebb, Saint Paulban jelentős intézmények koncentrálódnak, és ez az állam politikai életének központja is.

## Lakosság
| Lakosok száma | 310 000 | 260 000 | 285 068 | 297 600 | 311 527 |
|               | 1970    | 1996    | 2010    | 2014    | 2020    |

## Sportélete
| Csapat              | Sport      | Bajnokság                 | Aréna              |
| ------------------- | ---------- | ------------------------- | ------------------ |
| St. Paul Saints     | baseball   | International League      | CHS Field          |
| Minnesota Whitecaps | jégkorong  | Premier Hockey Federation | TRIA Rink          |
| Minnesota Wild      | jégkorong  | National Hockey League    | Xcel Energy Center |
| Minnesota United FC | labdarúgás | Major League Soccer       | Allianz Field      |

## Fordítás
- Ez a szócikk részben vagy egészben a Saint Paul, Minnesota című angol Wikipédia-szócikk ezen változatának fordításán alapul.  Az eredeti cikk szerkesztőit annak laptörténete sorolja fel. Ez a jelzés csupán a megfogalmazás eredetét és a szerzői jogokat jelzi, nem szolgál a cikkben szereplő információk forrásmegjelöléseként.